# Музыкальный лук
Музыкальный лук (англ. musical bow, mouth bow, фр. arc musical) — музыкальный инструмент, древнейший из хордофонов.
Состоит из гибкой деревянной основы, согнутой в дугу, и натянутой между её концами струны (обычно из растительного волокна). Длина деревянной части может составлять от 0,5 до 3 м.
Часто считается, что музыкальный лук произошёл от охотничьего лука, поскольку они идентичны по форме. Предполагается, что охотники, слыша звучание натянутой тетивы, стали использовать свои луки для музицирования. Однако Курт Закс в своей «Истории музыкальных инструментов» указывает, что древнейшие из известных музыкальных луков выглядят совсем не так, как охотничьи: в частности, «струна» представляет собой отщеплённую часть деревянной основы и совершенно непригодна для стрельбы. Кроме того, в культурах, где музыкальные луки существуют до сих пор, они никак не связаны с охотничьими ритуалами и поверьями.
Закс выделяет три типа музыкальных луков: с отдельным резонатором, с прикреплённым резонатором и такие, для которых резонатором служит ротовая полость играющего. Луки первого типа обычно имеют большой размер; они кладутся на некий полый сосуд — глиняный горшок или калебас — а звук извлекается ударами по струне и по сосуду. Для луков второго типа резонатором обычно служит высушенная полая тыква со срезанной верхушкой: играющий прижимает её к груди. Наконец, при игре на луках третьего типа либо деревянная часть прижимается к зубам, либо струна помещается в ротовую полость играющего, где создаёт вибрации. Существуют специальные техники и приспособления, позволяющие изменять высоту основного тона. Встречаются также двух- и трёхструнные музыкальные луки, а при игре может использоваться смычок. Особая многострунная разновидность музыкального лука называется плюриарк. Музыкальный лук может быть как сольным, так и аккомпанирующим инструментом; он часто используется в культовых церемониях и магических ритуалах.
Музыкальный лук широко распространён в Африке, Америке, Океании, некоторых частях Азии; ранее встречался и в Европе. В Африке, где этот инструмент популярен до сих пор, существует огромное количество его разновидностей. Музыкальный лук — единственный струнный инструмент, существовавший у индейцев Южной Америки до испанского завоевания, впоследствии в Аппалачах музыкальный лук бытовал среди потомков белых поселенцев. В энциклопедическом словаре «Музыкальные инструменты народов мира» под редакцией Г. Н. Братилова приводятся следующие разновидности музыкальных луков: боген (Германия), боу-фиддлес (Англия), бумбас (Европа), виллади вадьям (Индия), зеза-я-ута (Кения), итоно (Уганда), кихомбо (Сальвадор), кон-кон (Марий Эл), мтьангала (Замбия), ндонга (Танзания), сиэлс (Латвия), тимбиримба (Латинская Америка), урукунгу и беримбау (Бразилия), яурамид (Эстония) и другие.

## Ссылка
- Наигрыш на музыкальном луке, бушменская народность къхо (!Xo/!Ko), Ботсвана (1972 г.) на YouTube
- Игра на музыкальном луке в традиции буити с пояснениями, народ акеле, Габон на YouTube